# انستیتوی اروپایی برای حقوق بین‌الملل و روابط بین‌الملل
انستیتوی اروپایی برای حقوق بین‌الملل و روابط بین‌الملل (EIIR) یک مؤسسه سیاست گذاری مستقل است که یک مرکز اختصاص داده شده برای مطالعات و تحقیقات در زمینه حقوق بین‌الملل، روابط بین‌الملل، مباحث استراتژیک و زندگی اجتماعی است. EIIR آزمایشگاهی برای مطالعات استراتژیک است که می‌تواند هم مطالعات حقوقی و هم استراتژیک را ترکیب کند. این مؤسسه در اروپا مجمعی را برگزار می‌کند که همه ساله میزبان رویدادها، مناظره‌ها و مذاکرات است.

## بررسی اجمالی
انستیتوی حقوق بین‌الملل و روابط بین‌الملل اروپا (EIIR) یک اتاق فکر مستقل، بین‌المللی و غیرانتفاعی است که برای مدیریت ریسک و تاب آوری در جهت ایجاد صلح، امنیت و توسعه پایدار اختصاص یافته‌است.
انستیتوی حقوق بین‌الملل و روابط بین‌الملل در سال ۲۰۰۸ توسط محمود رفعت در پاریس و بروکسل و از سال ۲۰۱۱ لندن و ژنو به عنوان یک اندیشکده و مؤسسه سیاست گذاری تأسیس شد. این مؤسسه توسط اعضای هیئت مدیره متشکل از سیاستمداران سابق، سفیر و اساتید علوم سیاسی، حقوق بین‌الملل، روابط بین‌الملل، اقتصاد و غیره اداره می‌شود.
محورهای اصلی EIIR عبارتند از قوانین بین‌المللی، روابط بین‌الملل، حقوق بشر، امنیت بین‌المللی، درگیری بین‌المللی و توازن نظامی.

## دامنه کار
(EIIR) برای مدیریت ریسک و انعطاف‌پذیری در ایجاد صلح، امنیت و توسعه پایدار اختصاص داده شده‌است. برای دستیابی به هدف خود، ترکیبی از تحقیقات سیاست، تحلیل استراتژیک ، انتشار و تشکیل جلسه را به کار می‌برد. با داشتن بیش از بیست کشور جهان و طیف گسترده‌ای از رشته‌های دانشگاهی، EIIR دفاتر پیش روی دفتر مرکزی اتحادیه اروپا در بروکسل و دفاتر در پاریس و ژنو را دارد. علاوه بر ماهیت آکادمیک، به فعالیت‌هایی در مناطق درگیری در مناطق مختلف جهان دست می‌یابد تا درگیری‌های مدنی، جنگ و شکایت از جنایتکاران جنگ در مقابل عدالت بین‌المللی به پایان برسد. در سالهای اخیر کار این مؤسسه بر صلح و تحولات در منطقه خاورمیانه و آفریقای شمالی، توسعه سیاست خارجی و امنیتی اتحادیه اروپا، امنیت بین‌المللی، همچنین - در یک دامنه کوچکتر - در موضوعات خاص به زبان لاتین متمرکز شده‌است. آمریکا و آفریقا. (EIIR) به توسعه آینده ناتو و سازمان امنیت و همکاری اروپا و همچنین ادغام برزیل، روسیه، هند و چین در نظم جهانی جدید و بدون استفاده از خشونت توجه ویژه ای می‌کند.

## دفاتر
- Brussels
- Paris
- Geneva
- London